# Национальное бюро экономических исследований
«Национальное бюро экономических исследований» (англ. National Bureau of Economic Research, NBER) — частная некоммерческая организация в США, основанная в 1920 году для содействия объективному количественному анализу экономики США. Национальное бюро экономических исследований является крупнейшим поставщиком высококачественного анализа микро-, макро- и международных аспектов экономики США. Организация занимается наряду с другими проблемами изучением циклов деловой активности. Работающие в бюро исследователи призваны предсказывать наступление высших и низших точек экономических циклов и разрабатывать показатели состояния экономики. Президентом NBER является Джеймс Потерба.

## Цель
Главная цель этой частной, некоммерческой, исследовательской организации состоит в том, чтобы способствовать большему пониманию того, как работает экономика. Бюро обнародует экономические исследования среди высших чиновников, бизнес-профессионалов и академического сообщества. Сотни ведущих ученых США в сфере экономики и бизнеса являются также исследователями Национального бюро экономических исследований. Они сосредотачиваются на четырех типах эмпирического исследования: развитие новых статистических методов, оценка количественных моделей экономического поведения, оценка влияния государственной политики на американскую экономику, разработка альтернативных предложений по осуществлению государственной политики. 25 из 53 американских обладателей Нобелевской премии по экономике и 13 председателей Совета экономических консультантов при президенте США были исследователями Бюро.

## Структура
Сайт NBER.org предоставляет информацию обо всех исследовательских проектах и изданиях организации, включая публикации, исследовательские программы NBER в различных областях экономики, базы статистических данных, информацию о сотрудниках, полезные ссылки на внешние ресурсы по экономической тематике. На конец 2002 г. NBER имело около 20 исследовательских программ по следующим темам:
- Экономические последствия старения населения;
- Ценообразование финансовых активов;
- Дети;
- Финансы корпораций;
- Развитие американской экономики;
- Экономика образования;
- Экономические колебания и рост;
- Здравоохранение;
- Экономика здравоохранения;
- Экономика отраслевых рынков;
- Международные финансы и макроэкономика;
- Международная торговля и инвестиции;
- Исследования по экономике труда;
- Монетарная экономика;
- Производительность;
- Экономика общественного сектора.

Многие из ресурсов (в частности, серия препринтов) находятся в свободном доступе, что делает сайт NBER очень ценным источником современной научной литературы. Имеется достаточно полная коллекция ссылок, в которой есть ряд оригинальных ресурсов — например, ссылки на страницы всех американских университетов, содержащие сведения о недавно защитившихся аспирантах.